# Parsons The New School for Design
Parsons The New School for Design, conosciuta anche come Parsons School of Design e colloquialmente come Parsons, è un'università di arte e design del Greenwich Village di New York, negli Stati Uniti d'America.

## Storia
The Chase School nacque nel 1896 per volere del pittore impressionista William Merritt Chase. Con un gruppo di giovani artisti, anch'essi provenienti dall'Art Students League of New York, creò questa scuola per aiutare i nuovi artisti a esprimersi liberamente. Nel 1898 la Chase school cambiò nome per diventare la New York School of Art. Assunse la denominazione attuale nel 1904 per omaggiare Frank Alvah Parson, che divenne quell'anno il direttore e manterrà tale incarico per ventisei anni.
Negli anni venti divenne la prima scuola di istruzione superiore statunitense ad aprire una filiale a Parigi.
Nel corso egli anni ha laureato importanti stilisti, artisti e designer come Marc Jacobs, Dean e Dan Caten, Norman Rockwell, Donna Karan, Ken Scott, Julie Umerle, Ai Weiwei e Tom Ford, alcuni dei quali divenuti docenti dell'istituto.
Parsons fa parte del gruppo The New School ed è membro della National Association of Schools of Art and Design (NASAD), nonché della Association of Independent Colleges of Art and Design (AICAD).